# Kanton Thenon
Thenon is een voormalig kanton van het Franse departement Dordogne. Het kanton maakte deel uit van het arrondissement Périgueux. Het werd opgeheven bij decreet van 21 februari 2014, met uitwerking op 22 maart 2015. De gemeenten zijn opgenomen in het nieuwe kanton Haut-Périgord noir, met uitzondering van  Brouchaud en La Boissière-d'Ans die zijn opgenomen in het nieuwe kanton Isle-Loue-Auvézère.

## Gemeenten
Het kanton Thenon omvatte de volgende gemeenten:
- Ajat
- Azerat
- Bars
- La Boissière-d'Ans
- Brouchaud
- Fossemagne
- Gabillou
- Limeyrat
- Montagnac-d'Auberoche
- Sainte-Orse
- Thenon (hoofdplaats)